# Vitlöksvaxskivling
Vitlöksvaxskivling (Hygrocybe helobia) är en svampart som först beskrevs av Arnolds, och fick sitt nu gällande namn av Marcel Bon 1976. Vitlöksvaxskivling ingår i släktet Hygrocybe och familjen Hygrophoraceae.  Arten är reproducerande i Sverige. Inga underarter finns listade i Catalogue of Life.